# Újsolt
Újsolt község Bács-Kiskun vármegyében, a Kalocsai járásban. A megélhetés java részét a mezőgazdaság, állattenyésztés adja. Bács-Kiskun vármegye legkisebb települése. Mindössze hat utcából áll, melyekben száz ház található, lakosainak száma 151. A település 1950-ben vált ki Soltból, azóta önálló község, bár 1981 és 1990 között az anyaközséggel közös tanácsa volt.

## Fekvése
Bács-Kiskun vármegye északnyugati részén, Solttól északkeletre, Szabadszállás nyugati szomszédságában található.

## Története
A solti lapályon 11 halom található, melyek mesterségesen épített Árpád-kori őrhalmok. Újsolt határában a Bakóhalom elnevezésű „kunhalom” a büntetés végrehajtására szolgált, míg Vásárhalom a régen itt tartott vásárok után kapta a nevét.  IV. Béla király kunokat telepített a környékre, később ők hoztak itt létre apró falvakat. A község területén létezett Árpád-kori falu Máriaháza, valószínűleg a tatárjárás után pusztult el. A török hódoltságban elkezdődött a falvak pusztulása és a puszták kialakulása. A lakosok áttértek a rideg pásztorkodásra, ami a tanyák kialakulásához vezetett.
1689-ben az újszerzeményi bizottság Újsolt területét Bosnyák Tamás királyi főétekfogó birtokába adta. A 19. század közepén a földesúri majorokba gazdasági cselédek kerültek, a század második felétől pedig megjelentek a földterületeket bérlő telepesek.
…A' Határában előforduló föbb topographiai nevek: Tétel, ronaságon emelkedett hegy, jelenleg szántóföld, hajdan város hely mit a' földben lévő épület hely nyomai 's kövek mutatnak, mellyhez félkör alakban mintegy fél órányi távolságra kézmü által készült halmok vannak: felfelé Szímahalom. rétes vizenyős, Kakasér által környezve, ettől keletre fél órányira Máriaháza pusztán víz állásos nagy ér mellett Bakóhalom, hol több emberi csontok találtattak, onnét délkeletre szinte olly távolságra Vásár halom, innét délnek Miskahalom mindegyik a' nagyér mentében, ettől délnyugotnak Makahalom vizenyős mocsaras makaszéktöl környezve, honnét szinte oly távolságra nyugotnak fekszik a' likas halom szinte a' nagyér mellett.… 
Kelt Solton Január 29n 1864.
Értékes János. Bíró.
A huszadik század elején gróf Nemes Albert tulajdonába került a terület. Csak 1950-ben vált önálló községgé Újsolt néven a Solt északkeleti határrészeit magába foglaló területi központ.

## Közélete

### Polgármesterei
- 1990–1994: Fekete József (független)[3]
- 1994–1998: Fekete József (független)[4]
- 1998–2002: Fekete József (független)[5]
- 2002–2006: Fekete József (független)[6]
- 2006–2010: Fekete József (független)[7]
- 2010–2014: Pintér Sándor János (független)[8]
- 2014–2019: Pintér Sándor János (független)[9]
- 2019–2024: Pintér Sándor János (független)[10]
- 2024– : Gergelyné Mészáros Renáta (független)[1]

A településen a 2024. június 9-i önkormányzati választás után, a polgármester-választás tekintetében nem lehetett eredményt hirdetni, mert szavazategyenlőség alakult ki az öt független jelölt közül kettő, Galauner Beáta és Kókai Katalin között. Az emiatt szükségessé vált időközi választást 2024. szeptember 22-én tartották meg; ezen már csak két jelölt indult, Galauner Beáta és a júniusi „mérkőzés” bronzérmese, a végső befutó pedig ez utóbbi hölgy lett.

## Népesség
A település népességének változása:
| Lakosok száma | 181  | 189  | 181  | 158  | 158  | 155  | 151  |
|               | 2013 | 2014 | 2018 | 2021 | 2022 | 2023 | 2024 |

A 2011-es népszámlálás során a lakosok 91,8%-a magyarnak, 0,6% cigánynak, 1,3% németnek, 0,6% románnak mondta magát (8,2% nem nyilatkozott; a kettős identitások miatt a végösszeg nagyobb lehet 100%-nál). A vallási megoszlás a következő volt: római katolikus 48,7%, református 14,6%, evangélikus 1,3%, görögkatolikus 0,6%, felekezeten kívüli 18,4% (10,8% nem nyilatkozott).
2022-ben a lakosság 95,6%-a vallotta magát magyarnak, 2,5% németnek, 1,9% cigánynak, 1,3% románnak, 0,6% szerbnek, 7,6% egyéb, nem hazai nemzetiségűnek (3,2% nem nyilatkozott; a kettős identitások miatt a végösszeg nagyobb lehet 100%-nál). Vallásuk szerint 41,1% volt római katolikus, 9,5% református, 3,2% evangélikus, 1,3% görög katolikus, 0,6% ortodox, 0,6% egyéb katolikus, 13,9% felekezeten kívüli (29,7% nem válaszolt).

## Nevezetességei
- Árpád-kori őrhalmok (kunhalmok, vigyázóhalmok, strázsahalmok), melyekről valószínűleg éjjel tűzjelzéssel, nappal füstjellel lehetett üzenni, de a nevük jelzi, hogy egyéb funkciójuk is volt. Az őrhalmok a település címerrajzában is szerepelnek.
  - Bakóhalom
  - Vásárhalom
- Kereszt (feszület) 1904-ből
- Fűzvölgyi-csatorna part
- Kígyós part